# Дюна: Пророчество
«Дюна: Пророчество» (англ. Dune: Prophecy) — научно-фантастический телесериал HBO, созданный Дайан Адему-Джон и Элисон Шапкер по роману Брайана Герберта и Кевина Джея Андерсона «Орден сестёр Дюны» (2012), приквел фильма Дени Вильнёва «Дюна» (2021). Действие разворачивается во вселенной «Дюны» за 10 тысяч лет до событий, показанных в фильме. В центре сюжета история Бене Гессерит, влиятельного политико-религиозного ордена, участницы которого обладают уникальными способностями.
Главные роли в сериале сыграли Эмили Уотсон, Оливия Уильямс, Трэвис Фиммел, Джоди Мэй. Премьерный показ прошёл с 17 ноября по 22 декабря 2024 года. Первый сезон получил высокие оценки критиков, сериал продлён на второй сезон.

## Сюжет
Литературной основой сценария сериала стал роман Брайана Герберта и Кевина Джея Андерсона «Орден сестёр Дюны». Его действие происходит в отдалённом прошлом, за 10 000 лет до событий «Дюны», и после «Великого Джихада». Главные героини — члены тайного женского ордена Бене Гессерит, которые благодаря тренировкам получают ряд уникальных способностей.

## В ролях
- Эмили Уотсон — Валия Харконнен[англ.], Верховная мать и лидер Сестринства
  - Джессика Барден — молодая Валия
- Оливия Уильямс — сестра Тула Харконнен, сестра Валии и Преподобная мать
  - Эмма Каннинг[англ.] — молодая Тула
- Трэвис Фиммел — Десмонд Харт
- Джоди Мэй — императрица Наталья
- Сара-Софи Бусснина[англ.] — принцесса Инес, наследница Престола Золотого льва
- Хлоя Ли — сестра Лайла, самая молодая послушница в Школе сестёр
- Крис Мейсон[англ.] — Кейран Атрейдес, Мастер меча из Великого дома
- Шалом Брюн-Франклин[англ.] — Микаэла
- Марк Стронг — император Джавикко Коррино
- Табу — сестра Франческа
  - Чаритра Чандран — молодая Франческа
- Джейд Анука[англ.] — сестра Феодосия
- Эдвард Дэвис — Харроу Харконнен
- Джош Хьюстон[англ.] — Константин Коррино, внебрачный сын Джавикко
- Фаулиэнн Каннингем — сестра Джен
- Ифа Хайндс[англ.] — сестра Эмелин
- Марк Эдди — Евгений Харконнен, дядя Валии и Тулы
- Полли Уокер — Соня Харконнен, мать Валии и Тулы
- Кэти Тайсон[англ.] — Верховная мать Ракелла Берто-Анирул, основательница Сестринства
- Камилла Бипут[англ.] — Преподобная мать Доротея, внучка Ракеллы
- Барбара Мартен[англ.] — сестра Авила, помощница Валии
  - Сара Оливер-Уоттс — молодая Авила, одна из последовательниц Доротеи
- Чжихэ — Преподобная мать Каша Джинджо, Правдовидица императора
  - Ерин Ха[англ.] — молодая Каша
- Эрл Кейв[англ.] — Гриффин Харконнен, брат Валии и Тулы
- Майло Каллаган — Орри Атрейдес, возлюбленный Тулы

## Серии
1 сезон
| № | Название                                           | Режиссёр         | Автор сценария                            | Дата премьеры   |
| - | -------------------------------------------------- | ---------------- | ----------------------------------------- | --------------- |
| 1 | «Скрытая рука» «The Hidden Hand»                   | Анна Фёрстер     | Дайан Адему-Джон                          | 17 ноября 2024  |
| 2 | «Два волка» «Two Wolves»                           | Джон Кэмерон     | Элизабет Падден и Кор Адана               | 24 ноября 2024  |
| 3 | «Сестринство превыше всего» «Sisterhood Above All» | Ричард Дж. Льюис | Моника Овусу-Брин и Джордан Голдберг      | 1 декабря 2024  |
| 4 | «Дважды рождённый» «Twice Born»                    | Ричард Дж. Льюис | Кевин Лау и Сюзанн Врубель                | 8 декабря 2024  |
| 5 | «В крови — истина» «In Blood, Truth»               | Анна Фёрстер     | Карлито Родригес и Леа Бенавидес Родригес | 15 декабря 2024 |
| 6 | «Своевольный враг» «The High-Handed Enemy»         | Анна Фёрстер     | Элизабет Падден и Сюзанн Врубель          | 22 декабря 2024 |

## Производство
В июне 2019 года было официально объявлено, что компания Legendary Television снимет сериал для HBO Max, причём Дени Вильнёв станет режиссёром пилотного эпизода, Джон Спэйтс напишет сценарий, а Дана Кальво станет шоураннером сериала. Вильнёв и Спэйтс стали также исполнительными продюсерами проекта наряду с Брайаном Гербертом, Байроном Меррилом и Кимом Гербертом. В ноябре 2019 года Спэйтс отказался от места сценариста, чтобы сосредоточиться на работе над сиквелом «Дюны», но остался исполнительным продюсером. Съёмки сериала планировалось начать 2 ноября 2020 года в Венгрии и Иордании, но они были отложены. В апреле 2022 года стало известно, что Йохан Ренк станет режиссёром первых двух эпизодов.
В октябре 2022 года стало известно, что роли в сериале получили Эмили Уотсон, Ширли Хендерсон, Индира Варма, Сара-Софи Бусснина, Шалом Брюн-Франклин, Фаулиэнн Каннингем, Ифа Хайнсд и Хлоя Лиа. Трэвис Фиммел присоединился к актёрскому составу в ноябре, Марк Стронг, Джейд Анука, Крис Мейсон, Джош Хьюстон и Эдвард Дэвис — в декабре.
Съёмки сериала начались 22 ноября 2022 года в Будапеште. В феврале 2023 года Ренк покинул проект, и производство было приостановлено. В июне того же года произошли замены в актёрском составе: Оливия Уильямс заменила Ширли Хендерсон, а Джоди Мэй — Индиру Варму, которая покинула сериал из-за конфликтов в расписании. Анна Ферстер стала режиссёром нескольких эпизодов, включая пилотный. В июле 2023 года Deadline сообщил, что съёмки возобновятся в Будапеште. Забастовка голливудских сценаристов и актёров не повлияла на процесс, так как персонал проекта состоит в британском профсоюзе Equity.

## Релиз и оценки
Изначально предполаглось, что премьера состоится на стриминговом сервисе Max. В июле 2024 года сериал был помечен как оригинальная программа HBO, премьерный показ проходил на Max и телеканале HBO с 17 ноября по 22 декабря 2024 года. В декабре 2024 года HBO продлил сериал на второй сезон.
На сайте-агрегаторе отзывов Rotten Tomatoes первый сезон получил рейтинг 69 % при средней оценке 6,7 из 10. Рецензенты с этого сайта высоко оценили игру Эмили Уотсон и Оливии Уильямс и закрученность сюжетной интриги. На сайте Metacritic рейтинг «Пророчества» составил 64 балла из 100, что указывает на «в целом благоприятные» отзывы. 
Рецензент «Афиша Daily» констатировал, что неподготовленному зрителю очень сложно разобраться в сюжете из-за сложности показанной в сериале вселенной и вольного обращения сценаристов с литературным первоисточником. По его словам, «хотя зарубежная пресса… пишет, что сериал похож на „Игру престолов“ в космосе, на первый взгляд он скорее производит впечатление этакого „Дом червя“. Необременительное зрелище, позволяющее скоротать время до третьей „Дюны“, но не более того». Для рецензента «Фильм.ру» «Пророчество» — «занятная и несколько утомительная предыстория вселенной Фрэнка Герберта», которая «часто оступается, но всё же сохраняет тягучую и завораживающую атмосферу».